# تيواناكو
تيواناكو ((بالإسبانية: Tiahuanaco) هو موقع أثري يعود تاريخه إلى ما قبل العصر الكولومبي ويقع في غرب بوليفيا، بالقرب من بحيرة تيتيكاكا، على بعد حوالي 70 كيلومترًا من لاباز، وهو أحد أكبر المواقع في أمريكا الجنوبية. تغطي بقايا الموقع حاليًا حوالي 4 كيلومترات مربعة، وتشمل سيراميك مزخرف وهياكل ضخمة وكتل ميغاليثية. قُدر عدد سكان الموقع ما بين 10 ألف إلى 20 ألف شخص في عام 800 ميلادية.
كُتب عن الموقع لأول مرة في التاريخ في عام 1549 من قبل الفاتح الإسباني بيدرو سيزا دي ليون أثناء البحث عن عاصمة الإنكا الجنوبية كولاسويو.
أفاد المؤرخ اليسوعي من بيرو برنابي كوبو أن اسم تيواناكو كان سابقًا تايبيكالا، وهو ما يعني بلغة الأيمارا «الحجر في المركز»، في إشارة إلى الاعتقاد بأنه يقع في مركز العالم. يُعتقد أن الاسم الذي كان سكان تيواناكو يعرفون به ضاع في وقت ما؛ فلم تكن لديهم لغة مكتوبة. يقترح هيغارتي وبيريسفورد جونز أن لغة بوكينا هي على الأرجح لغة تيواناكو.

## تاريخ الموقع
حُسّن تأريخ الموقع بشكل كبير على مدار القرن الماضي. منذ عام 1910 حتى عام 1945، أكد آرثر بوسنانسكي أن عمر الموقع يتراوح بين 11 ألف و17 ألف عام بناءً على المقارنات مع العصور الجيولوجية وعلم الآثار الفلكي. بدءًا من سبعينيات القرن العشرين، اقترح كارلوس بونس سانجينيس أن الموقع كان مأهولًا لأول مرة حوالي عام 1580 قبل الميلاد، وهو أقدم تأريخ بالكربون المشع للموقع. لا يزال هذا التاريخ موجودًا في بعض المنشورات والمتاحف في بوليفيا. منذ ثمانينيات القرن العشرين، أدرك الباحثون أن هذا التاريخ غير موثوق، وأجمعوا أنه لا يزيد عمر الموقع عن 200 أو 300 قبل الميلاد. وفي الآونة الأخيرة، تشير تقديرات تقييم إحصائي لتاريخ الكربون المشع الموثوق إلى أن الموقع تأسس حوالي عام 110 بعد الميلاد (50-170، احتمال 68%)، وهو تاريخ مدعوم بعدم وجود أنماط خزفية من فترات سابقة.
بدأت مدينة تيواناكو نموها المطرد في القرون الأولى من الألفية الأولى بعد الميلاد. بين حوالي 375 و700 ميلادية، نمت هذه المدينة الأنديزية لتصبح ذات أهمية كبيرة. في أوجها، امتدت مدينة تيواناكو على مساحة تقدر بحوالي 4 كيلومترات مربعة (1.5 ميل مربع) وكان عدد سكانها يزيد عن 10 ألف نسمة. كان السبب في نمو المدينة وجود اقتصاد زراعي رعوي معقد، مدعوم بالتجارة.
يبدو أن الموقع انهار حوالي عام 1000 ميلادية، لكن سبب هذا الانهيار لا يزال موضع نقاش. أظهرت دراسات حديثة للجيولوجي إليوت أرنولد من جامعة بيتسبرغ أدلة على زيادة الجفاف في المنطقة خلال فترة الانهيار. كان للجفاف في المنطقة تأثير على أنظمة الزراعة المحلية، ومن المحتمل أنه لعب دورًا في انهيار تيواناكو.

## العلاقات
كان لشعب تيواناكو علاقة وثيقة مع ثقافة واري. شاركت حضارتا واري وتيواناكو نفس الأيقونات، والتي تُعرف بـ «السلسلة الأيقونية الجنوبية للأنديز». يُفترض أن العلاقة بين الحضارتين كانت قائمة على التجارة أو الجانب العسكري. ولم تكن حضارة واري الوحيدة التي قد تكون تيواناكو على اتصال بها. فقد احتوت المدن الإنكية أيضًا على أنواع مماثلة من البنية التحتية التي شوهدت في تيواناكو. نتيجة لذاك يمكن الافتراض أن الإنكا استلهموا بعض عناصرهم من مدينة تيواناكو ومن الحضارات المبكرة الأخرى في حوض الأنديز.

## الهياكل
تشمل الهياكل التي نقب عنها الباحثون في تيواناكو التلة المدرجة المعروفة باسم أكابانا، وأكابانا الشرقية، ومنصات بومابونكو المدرجة، وكالاساسايا، وكانتاييتا، ومجمعات خيري كالا وبوتوني، والمعبد شبه الجوفي.
أكابانا هي بنية على شكل «نصف صليب أنديزي» يبلغ عرضها 257 مترًا، وارتفاعها 16.5 مترًا. في مركزها يبدو أنها تحتوي على ساحة غائرة. دُمر هذا الجزء تقريبًا بعد عملية نهب قديمة امتدت من مركز هذا الهيكل إلى جانبه الشرقي. يوجد درج في جانبها الغربي. قد تكون هناك مجمعات سكنية محتملة في كل من الزاويتين الشمالية الشرقية والجنوبية الشرقية لهذا الهيكل.
في الأصل، كان يُعتقد أن أكابانا تطورت من تلة معدلة. أظهرت الدراسات التي أُجريت في القرن الحادي والعشرين أنها تلة صناعية بالكامل، مغطاة بمزيج من الكتل الحجرية الكبيرة والصغيرة. يبدو أن التراب الذي يتكون منه أكابانا استُخرج من «الخندق» الذي يحيط بالموقع. يقدر وزن أكبر كتلة حجرية في أكابانا، المصنوعة من الأنديسايت، بحوالي 65.7 طنًا. تُزين التراسات العليا للهيكل كتل حجرية على شكل رؤوس بشرية ورؤوس بوما.
بُنيت أكابانا الشرقية على الجانب الشرقي من تيواناكو المبكرة. لاحقًا، اعتُبره ذلك حدًا فاصلًا بين المركز الاحتفالي والمنطقة الحضرية. كانت مصنوعة من أرضية سميكة محضرة من الرمل والطين، والتي دعمت مجموعة من المباني. استُخدام الطين الأصفر والأحمر في مناطق مختلفة لأغراض جمالية. ونُظفت تمامًا من أي نفايات منزلية، مما يدل على أهميتها الكبيرة بالنسبة للثقافة.
بومابونكو هو منصة من صنع الإنسان بُنيت على محور شرق-غرب مثل أكابانا. وهي منصة ترابية متدرجة على شكل حرف T ومكسوة بكتل حجرية ضخمة. يبلغ عرضها 167.36 مترًا على طول محورها شمال-جنوب و116.7 مترًا على طول محورها شرق-غرب وارتفاعها 5 أمتار. تمتد إسقاطات متطابقة بعرض 20 مترًا لمسافة 27.6 مترًا شمالًا وجنوبًا من الزاويتين الشمالية الشرقية والجنوبية الشرقية لبومابونكو. ترتبط بالموقع ساحات مسوّرة وغير مسوّرة ومساحة مفتوحة.
من السمات البارزة في بومابونكو شرفة حجرية كبيرة بأبعاد 6.75 × 38.72 مترًا ومبلطة بكتل حجرية كبيرة. تسمى «المنصة الليثية» وتحتوي على أكبر كتلة حجرية في موقع تيواناكو. وفقًا لبونس سانجينيس، يقدر وزن هذه الكتلة بحوالي 131 طنًا. الكتلة الحجرية الثانية بالنسبة للحجم التي وُجدت داخل بومابونكو تزن حوالي 85 طنًا متريًا.
تتناثر في موقع بومابونكو أنواع مختلفة من الأحجار. وبسبب تعقيد الأعمال الحجرية في الموقع، يشير إليه منظرو المؤامرة أحيانًا كموقع لتدخل كائنات فضائية قديمة. ولكن هذه الادعاءات غير مدعومة بأي أدلة.

## معرض صور

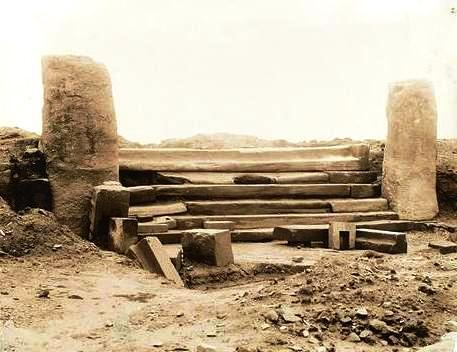
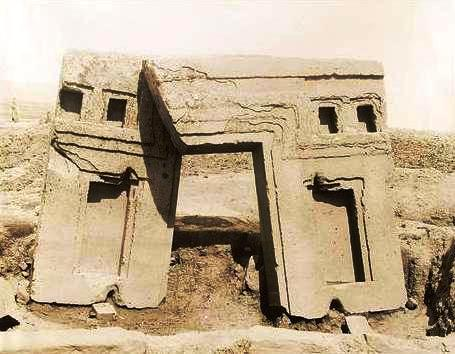
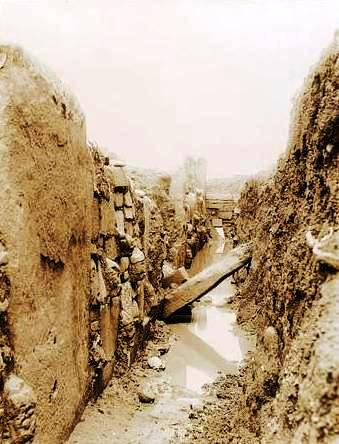
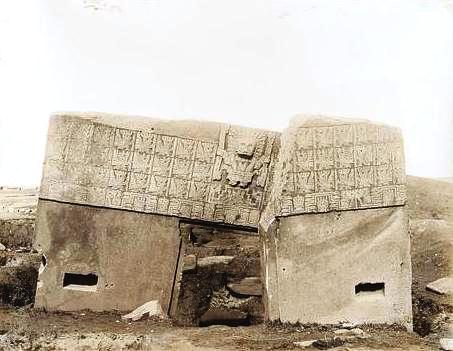